# YASUBE PRESENTS THE mouVment
『YASUBE PRESENTS THE mouVment』（ヤスベエ・プレゼンツ・ザ・ムーブマン）は、2005年10月2日からエフエム山口（FM山口）で日曜18:30 - 18:55に放送しているラジオ番組。
パーソナリティーの「ヤスベェ」こと大谷泰彦が山口県内で活動するゲストを迎え、仕事をしていく上でのモットーなどを聞く対談形式の番組。番組のキャッチコピーは“25分であなたの人生が変わるかも…”
定期的に番組出演者を集めた交流会（パーティー）を開催しており、放送ではOAされないが、公式サイトでその様子を公開している。

## 放送時間
毎週日曜 18:30-18:55(JST)

## ムーブマン・ネオ
2016年10月22日より、姉妹番組の「ムーブマン・ネオ」がテレビ山口で毎月第4土曜の放送でスタートした。
「ヤスベェ」こと大谷泰彦が山口県内の大学生と、時折ゲストを迎え、山口県を面白く、楽しくするようなアイデアを出し合い、ディスカッションをする番組。
キャッチコピーは「ムーブマン・ネオは、大学生を中心に 山口県を“面白く”“楽しく”することに全力を注ぎ、 県内の隅っこでもくすっと笑顔に出来るような アイディアを出し合うディスカッションプログラム」
| 放送地域 | 放送局     | 放送期間         | 放送日時                | 放送系列   | 備考                                            |
| -------- | ---------- | ---------------- | ----------------------- | ---------- | ----------------------------------------------- |
| 山口県   | テレビ山口 | 2016年10月22日 - | 毎月第4土曜 18:55-19:00 | TBS系列    | 初回放送は日本シリーズ放送の為、1時間繰り上げ。 |
| 日本全域 | 公式サイト | 2016年10月22日   | テレビ放送後 更新       | ネット配信 | -                                               |

## テーマ・担当大学・ゲスト
| 放送回数 | 放送日         | メインテーマ                | 担当大学                       | ゲスト                                                   | 備考 |
| -------- | -------------- | --------------------------- | ------------------------------ | -------------------------------------------------------- | ---- |
| 第1回    | 2016年10月22日 | 山口県を motto おもしろく！ | 山口大学                       | 村岡嗣政山口県知事                                       | -    |
| 第2回    | 2016年11月26日 | 山口県を motto おもしろく！ | 徳山大学                       | まちあい徳山 河村啓太郎代表                              | -    |
| 第3回    | 2016年12月24日 | 山口県を motto おもしろく！ | 宇部フロンティア大学短期大学部 | まんが家＆イラストレーター うえだのぶ                    | -    |
| 第4回    | 2017年1月28日  | 山口県を motto おもしろく！ | 東亜大学                       | 有限会社デザインATOZ 代表取締役・デザイナー 重村光寛社長 | -    |
| 第5回    | 2017年2月25日  | 山口県を motto おもしろく！ | 山口学芸大学                   | やまぐち総合研究所有限会社 中村伸一所長                  | -    |